# Atyria chibcha
Atyria chibcha är en fjärilsart som beskrevs av William Schaus 1892. Atyria chibcha ingår i släktet Atyria och familjen mätare. Inga underarter finns listade i Catalogue of Life.